# Василике
Василикa је била збирка закона завршена 892. године. Намера трећег подухвата владара из Македонске династије је била да се прекомпонује Јустинијанова кодификација у исцрпној „царској књизи“-Vasilike, која се састоји чак од 60 књига. По свом обиму, она превазилази и сам Јустинијанов Corpus, јер садржи све новеле и схолије које су донесене почев од VI века. То капитално и правничко дело је започео Василије,  али га није завршио за живота. Окончао га је његов веома образовани и побожни син Лав VI Мудри.

## Позадина
Многе промене су се догодиле у Византијском царству између владавине Јустинијана и Лава VI, углавном је то била промена језика. Током Јустинијанове ере, латиниски језик је још увек био у уобичајеној употреби и на њој су била написана судска документа. Међутим, до 9. века употреба латинског језика је застарела, што је заузврат учинило да се Corpus Juris Civilis тешко користи за говорнике грчког језика. Штавише, многи закони унутар Corpus Juris Civilis се више не односе на већину људи, а нови закони су се појавили како би заузели своје место. Ово је захтевало преиспитивање византијског правног система. Јустинијанов Кодекс ефикасно је окончао правна дешавања у наредних пар векова. Византијски правни систем функционисао је као кодификован систем, при чему је казна коју је судија изрекао требало да буде утемељена на усвајању закона који је претходно издао законодавац. То је онемогућило судији постављање преседана. Међу судијама је постојала велика збрка у вези са тим на које правне документиме се требају позивати (Јустинијанов Кодекс или друге књиге закона написане у наредним вековима).  Са кодексом закона на грчком језику, правници су могли да га користе у својим случајевима, чинећи његову практичност непроцењивом. Ово је била велика супротност Corupus Iuris, који се показао превише сложеним и свеобухватним да би се могао практички користити чак и унутар његовог властитог времена.

## Структура василике
Огромна материја која је садржана у Василикама систематизована је боље него код Јустинијана- на јавно право, административно право, судски поступак, грађанско право, кривично право- и најчешће се групише на једном месту, без обзира на то да ли се ти прописи налазили у његовом Кодексу, Дигестама или Новелама. Тиме је олакшан рад правницима и сналажење у шуми наслеђених Јустинијанових норми постало је знатно комфорније, поготово што су изостављени они његови прописи који су били укинути или промењеним каснијим законодавством. Стога су Василике у наредним столећима постале основни извор визанијског права, потпуно потиснувши Јустинијанову кодификацију. Ипак, ово дело је у основи било преобимно и премашивало је потребе времена у коме је настао, коме није у потпуности ни одговарало, јер је често понављало превазиђене прописе ранијих векова. Због обимности Васлика, у пракси су правници често радије прибегавали знатно краћем Прохирноу, нарочито у последња два столећа постојања Византије. Тако су се фактички наредних векова примењивали само Прохирон и Василике.